# Givrins
Givrins ist eine politische Gemeinde im Distrikt Nyon des Kantons Waadt in der Schweiz.

## Geographie
Givrins liegt auf 546 m ü. M., 6 km nordnordwestlich des Bezirkshauptortes Nyon (Luftlinie). Das Dorf erstreckt sich am unteren Jurasüdhang, östlich des Taleinschnitts der Colline, in aussichtsreicher Lage rund 170 m über dem Seespiegel des Genfersees.
Die Fläche des 4,0 km² grossen Gemeindegebiets umfasst einen Abschnitt des Jurasüdhangs. Der Gemeindeboden erstreckt nach Nordwesten zunächst über den sanft ansteigenden Hang im Bereich der Ortschaft und danach über den bewaldeten Steilhang der Côtes de Givrins bis an den Rand der Hochfläche bei Saint-Cergue. Hier wird mit 1020 m ü. M. der höchste Punkt von Givrins erreicht. Die westliche Begrenzung bildet der Taleinschnitt des Baches Colline, in dessen Quellgebiet sich die Combe de Créva Tsevau, ein steiles Tal unterhalb Saint-Cergue, befindet. Von der Gemeindefläche entfielen 1997 12 % auf Siedlungen, 44 % auf Wald und Gehölze, 43 % auf Landwirtschaft und etwas weniger als 1 % war unproduktives Land.
Zu Givrins gehören mehrere grosse Einfamilienhausquartiere am Waldrand oberhalb des Dorfes sowie einige Einzelhöfe. Nachbargemeinden von Givrins sind Saint-Cergue, Trélex, Duillier, Genolier und Arzier-Le Muids.

## Bevölkerung
Mit 1016 Einwohnern (Stand 31. Dezember 2023) gehört Givrins zu den kleineren Gemeinden des Kantons Waadt. Von den Bewohnern sind 76,2 % französischsprachig, 10,1 % englischsprachig und 10,0 % deutschsprachig (Stand 2000). Die Bevölkerungszahl von Givrins belief sich 1850 auf 317 Einwohner, 1900 auf 299 Einwohner. Nach 1960 (228 Einwohner) setzte eine rasante Bevölkerungszunahme mit einer Vervierfachung der Einwohnerzahl innerhalb von 40 Jahren ein.

## Wirtschaft
Givrins war bis in die zweite Hälfte des 20. Jahrhunderts ein hauptsächlich durch die Landwirtschaft geprägtes Dorf. Heute konzentriert sich die Landwirtschaft auf den Ackerbau am Jurafuss, im untersten Gemeindeteil gibt es einen kleineren Weinberg. Wegen des relativ grossen Waldanteils hatte seit dem 17. Jahrhundert auch die Forstwirtschaft eine gewisse Bedeutung. Weitere Arbeitsplätze gibt es im lokalen Gewerbe und im Dienstleistungssektor. In den letzten Jahrzehnten hat sich das Dorf dank seiner attraktiven Lage zu einer Wohngemeinde entwickelt. Zahlreiche Erwerbstätige sind Wegpendler, die vor allem in Nyon und in Genf arbeiten. 
In Givrins wurden in den Jahren 2017 und 2019 die Europameisterschaften im Reining ausgetragen.

## Verkehr
Die Gemeinde liegt zwar abseits grösserer Durchgangsstrassen, ist aber verkehrstechnisch trotzdem gut erschlossen. Der Autobahnanschluss Nyon an der A1 (Genf-Lausanne) ist nur rund 4 km vom Ort entfernt. Am 12. Juli 1916 wurde die Eisenbahnlinie Nyon – Saint-Cergue mit einem Bahnhof in Givrins in Betrieb genommen.

## Geschichte
Auf dem Gemeindegebiet wurden Siedlungsspuren aus der Römerzeit sowie eine frühmittelalterliche Grabstätte entdeckt. Die erste urkundliche Erwähnung des Ortes erfolgte 1154 unter dem Namen Geurins, später erschienen die Bezeichnungen Giuriacum (1155), Gyvrins (1387), Gevryn (1517) und Giurins. Der Ortsname leitet sich vermutlich vom burgundischen Personennamen Giverius ab.
Givrins unterstand seit dem Mittelalter der Herrschaft Genolier. Mit der Eroberung der Waadt durch Bern im Jahr 1536 kam Givrins unter die Verwaltung der Vogtei Nyon. Nach dem Zusammenbruch des Ancien Régime gehörte das Dorf von 1798 bis 1803 während der Helvetik zum Kanton Léman, der anschliessend mit der Inkraftsetzung der Mediationsverfassung im Kanton Waadt aufging. 1798 wurde es dem Bezirk Nyon zugeteilt.

## Sehenswürdigkeiten
Die Kirche von Givrins wurde 1964 errichtet; der Ort gehört seit 1840 zur Pfarrei Genolier. Im Ortskern sind einige Bauernhäuser aus dem 18. und 19. Jahrhundert erhalten.